# 連佩如
連 佩如（れん ぺいる リェン・ペイジュ、女性、1989年7月4日 - ）は、台湾籍の柔道家。階級は52㎏級。

## 概要
錦和高等学校卒業。台湾柔道界若手のホープ。姉の連珍羚を追って山梨学院大学に留学することになった。グランドスラム・東京2009が国際大会デビュー戦となったが初戦でこの大会で金メダルを獲得する中村美里と当たり敗れた。2014年に地元で開催されたアジアオープン・台北では、57㎏級に出場した姉の連珍羚とともに姉妹優勝を果たした。

## 戦績
- 2008年 - 韓国ジュニア国際柔道大会5位
- 2009年 - 第16回環太平洋柔道選手権大会3位
- 2009年 - グランドスラム・東京2009初戦敗退
- 2014年 - アジアオープン・台北優勝

(出典、JudoInside.com)。